# Banksia integrifolia 'Roller Coaster'
Cultivar
Classification APG III (2009)
Banksia 'Roller Coaster', également connu sous le nom de Banksia 'Austraflora Roller Coaster', est un cultivar de Banksia reconnu issu de Banksia integrifolia subsp. integrifolia. Son nom complet est Banksia integrifolia 'Roller Coaster'. Il a été cultivé, diffusé et promu par le célèbre horticulteur Bill Molyneux de l'Austraflora nursery dans le Victoria, en Australie. Cultivé pour son port rampant, il est devenu une plante populaire dans les jardins publics et privés de l'est de l'Australie, particulièrement à Sydney et Melbourne.